# Модхушудон Дотто
Майкл Модхушудон Дотто (*মাইকেল মধুসূদন দত্ত, 25 січня 1824 —†29 червня 1873) — бенгальський поет та драматург, представник Бенгальської Просвіти.

## Життєпис
Народився у родині правника Раджнараяна Дотто неподалік від Калькути. Дитиною навчався у мусульманські школі у с.Шекпура, де вів засвоїв перську мову. Замолоду проявив здібності до мов, літератури. У 1837 році перебрався до Калькути. Вивчав англійську мову, культурні традиції та здобутки Великої Британії. Тоді ж став складати перші свої п'єси. У 1843 році прийняв християнство. Побоюючись переслідування втік до Мадрасу. Тут одружився з англійкою. У 1856 році повернувся до Калькути, де одружився вдруге. Незабаром перебрався до Англії. У 1860-х подорожував Францією. Проте в цей час він вже злидарював, не отримуючи допомоги від товаришів та родини з Індії. Наприкінці 1860-х років повертається на батьківщини, де активно займається літературною діяльністю. Помер Дотто у Калькуті 29 червня 1873 року.

## Родина
1. Дружина — Ребека Мактавис
Діти:
- 2 сина та 2 доньки

2. Дружина — Генрієта Софія Вайт
Діти:
- Наполеон
- Шармістха

## Творчість
Вважається, що саме з Модхушудона Дотто починається сучасна бенгальська література. Розквіт творчої активності Дотто припадає на період з 1859 по 1862 року. За цей час написані найкращі його твори: у 1859 році дві сатиричні соціально-побутові п'єси «І це називається цивілізація?!» та «Пір'я старого папуги»; у 1860 році - історична трагедія «Принцеса Крішна», міфологічна поема «Народження Тілоттами», у 1862 році - героїчна поема «Загибель Меґхнада» і поема «Героїні».
Дотто був першим, кому вдалося органічно поєднати традиції європейської та індійської художньої культур. Він істотно перетворив бенгальську драму, його твори увійшли в класичний репертуар, водночас використовував, засвоїв досвід сучасних бенгальських драматургів, зокрема досвід соціально-побутової драми, яка увійшла до літературної свідомості сучасників.
Модхушудон Дотто першим в індійській поезії ввів жанр сонета, що став згодом одним з найпопулярніших жанрів. Збірник, де зібрано понад сто сонетів (1866 рік), Дотто написав перебуваючи  у Франції. У них поет підбиває підсумок життя, вони пройняті ностальгією, любов'ю до батьківщини. при цьому поет сумує про рабську долю Індії, оспівує красу рідних просторів, засуджує свою зневагу в юності до батьківщини.

## Мова
Персонажі п'єс Дотто заговорили простою народною мовою, збагаченою живими побутовими інтонаціями. Істотним внеском стало те, що він зробив серйозну спробу використовувати мову як соціальний та індивідуальну характеристики персонажів.